# Râul Chiraleș
Râul Chiraleș este un curs de apă, afluent al râului Lechința. 

## Hărți
- Harta județului Bistrița